# 勝山海治
勝山 海治（かつやま うみはる、1935年11月14日  - 2004年9月26日）は、日本の洋画家。
1935年、岐阜県岐阜市に勝山良吉、たつの次男として生まれる。
1953年、示現会初入選。楢原健三の強いすすめによって上京。
1955年同会会友となる。1958年日展に「印刷場の一隅」が初入選。
1963年から真鶴や伊勢志摩の海女に取材した作品を日展、示現会に出品し、受賞を重ねる。
1964年には半年間ヨーロッパを取材旅行し、堅実な写実と重厚な筆致による風景へと結実した。
1967年に目黒区原町から練馬区上石神井に転居。
1974年に神奈川県真鶴町に転居し、示現会委員を辞す。さかのぼって1965年から師の楢原に代わって帝人や三菱信託銀行の美術部の指導にあたってきたが、真鶴転居ののち1980年には同地で主宰した絵画教室の生徒による「楠の会」でも後進を指導した。 
2000年、示現会に出品した「潮かけ祭」が第一回楢原健三賞を受賞。画業初期の楢原の影響の色濃い作風から、絵の具に砂を混ぜたり海藻に絵具を塗して叩くように描くなどの実験的な作風をへて本作では明るく澄んだ色彩を獲得している。 
2004年、食道癌のため死去。
2020年、『未来へ：勝山海治作品集』が刊行され、2021年小田原アオキ画廊において刊行記念の勝山海治回顧展が開催された。
2023年、真鶴町へ寄贈された「海女」「潮染む」と海治が生前寄贈した「潮溜」の3作品が真鶴町民センターにて展示開始。
2023年、町立湯河原美術館に寄贈された、示現会展第1回楢原賞受賞作「潮かけ祭」が期間限定で展示。
2023年9月、石川県金沢市増泉にある「茶菓工房たろう」本店ギャラリーにて勝山海治作品展開催。